# Scotty Pippen Jr.
Scotty Maurice Pippen Jr. (Portland, Oregón; 10 de noviembre del 2000) es un jugador de baloncesto estadounidense que pertenece a la plantilla de Memphis Grizzlies de la NBA. Con 1,85 metros de altura, juega en la posición de base.
Es hijo del exbaloncestista, ganador de 6 anillos de la NBA con los Chicago Bulls y miembro del Salón de la Fama del Baloncesto Scottie Pippen.

## Carrera deportiva

### Instituto
Desde el jardín infantil hasta décimo grado, Scotty asistió a la escuela Pine Crest en Florida. Su primera entrevista postpartido, se produjo como estudiante de segundo año. Luego, antes de su tercer año, su familia se mudó al área de Los Ángeles y él se transfirió al Sierra Canyon School en Chatsworth, California, que tenía un equipo de baloncesto más competitivo. En Sierra, jugó junto a sus compañeros de equipo: Marvin Bagley III, Kenyon Martin Jr. y Cassius Stanley.
En su último año, promedió 16,3 puntos, 4,6 asistencias y 3,6 rebotes por partido y ayudó a su equipo a ganar el título estatal de la División Abierta de la Federación Interescolar de California. Pippen compitió para los Oakland Soldiers en el circuito Amateur Athletic Union. Se comprometió a jugar baloncesto universitario para Vanderbilt, a pesar de las ofertas del estado de Washington, San Francisco, estado de Colorado, UC Santa Bárbara y Hofstra.

### Universidad
El 20 de noviembre de 2019, Pippen anotó 21 puntos, el máximo de su primer año, en una victoria por 90–72 sobre Austin Peay. En el final de temporada regular, el 7 de marzo de 2020, anotó 21 de nuevo, en una victoria 83–74 sobre Carolina del Sur. Como estudiante de primer año, Pippen promedió 12 puntos y 3,6 rebotes por partido, lo que le valió los honores del equipo All-Freshman de la Southeastern Conference (SEC).
En su segunda temporada, asumió un papel protagonista con las salidas de Aaron Nesmith y Saben Lee. El 27 de diciembre de 2020, Pippen anotó 30 puntos en la victoria por 87–50 sobre Alcorn State. El 9 de enero de 2021, registró su primer doble-doble, con 18 puntos y 12 asistencias en la derrota por 84-81 ante Mississippi State. El 27 de enero de 2021, Pippen anotó 32 puntos en la derrota por 78–71 ante Florida. Como estudiante de segundo año, promedió 20,8 puntos, 2,8 rebotes y 4,9 asistencias por partido. El 10 de abril de 2021, Pippen se declaró elegible para el draft de la NBA de 2021 manteniendo su elegibilidad universitaria. Más tarde se retiró del draft y regresó a Vanderbilt para completar su tercer año. 
El 7 de diciembre de 2021, Pippen anotó un triple en el último segundo para empatar el partido contra Temple. Como júnior promedió 20,4 puntos, 4,5 asistencias, 3,6 rebotes y 1,9 robos por partido. Fue incluido en el primer equipo All-SEC. El 18 de abril de 2022, Pippen se declaró elegible para el draft de la NBA de 2022, renunciando a su elegibilidad universitaria restante.

#### Estadísticas
| Año     | Equipo     | PJ | PT | MPP  | %TC  | %3P  | %TL  | RPP | APP | ROB | TPP | PPP  |
| ------- | ---------- | -- | -- | ---- | ---- | ---- | ---- | --- | --- | --- | --- | ---- |
| 2019–20 | Vanderbilt | 32 | 31 | 29.8 | .393 | .362 | .709 | 2.8 | 3.6 | 1.1 | .1  | 12.0 |
| 2020–21 | Vanderbilt | 22 | 22 | 31.8 | .428 | .358 | .850 | 2.9 | 4.9 | 1.8 | .2  | 20.8 |
| 2021–22 | Vanderbilt | 36 | 36 | 33.1 | .416 | .325 | .749 | 3.6 | 4.5 | 1.9 | .2  | 20.4 |
| Total   | Total      | 90 | 89 | 31.6 | .414 | .343 | .763 | 3.1 | 4.3 | 1.6 | .2  | 17.5 |

### Profesional
Después de no ser seleccionado en el draft de la NBA de 2022, firmó un contrato dual con Los Angeles Lakers el 1 de julio de 2022, dividiendo el tiempo con su filial de la G League, South Bay Lakers.
Tras una temporada en la que apenas disputó seis encuentros con el primer equipo, el 7 de septiembre de 2023, renueva con un contrato no garantizado, pero es cortado el 16 de octubre, uniéndose a los South Bay Lakers a finales de octubre.
El 16 de enero de 2024, firma un contrato dual con Memphis Grizzlies. En octubre de 2024 renueva por una temporada más con un contrato estándar. El 8 de noviembre registró el primer triple-doble de su carrera con 11 puntos, 10 rebotes y 11 asistencias en una victoria por 128-104 sobre los Washington Wizards. Él y su padre, Scottie, se convirtieron en el primer dúo padre-hijo en la historia de la NBA en registrar un triple-doble cada uno. El 23 de noviembre consiguió un récord personal de 30 puntos junto con 10 asistencias en una victoria por 142-131 sobre los Chicago Bulls.

## Estadísticas de su carrera en la NBA

### Temporada regular
| Año     | Equipo      | PJ  | PT | MPP  | %TC  | %3P  | %TL  | RPP | APP | ROB | TPP | PPP  |
| ------- | ----------- | --- | -- | ---- | ---- | ---- | ---- | --- | --- | --- | --- | ---- |
| 2022-23 | L.A. Lakers | 6   | 0  | 5.3  | .333 | .333 | .556 | .7  | .3  | .3  | .2  | 2.3  |
| 2023-24 | Memphis     | 21  | 16 | 25.1 | .493 | .417 | .745 | 3.2 | 4.7 | 1.7 | .5  | 12.9 |
| 2024-25 | Memphis     | 79  | 21 | 21.3 | .480 | .397 | .713 | 3.3 | 4.4 | 1.3 | .4  | 9.9  |
| Total   | Total       | 106 | 37 | 21.2 | .481 | .401 | .715 | 3.1 | 4.2 | 1.3 | .4  | 10.0 |

### Playoffs
| Año   | Equipo  | PJ | PT | MPP  | %TC  | %3P  | %TL   | RPP | APP | ROB | TPP | PPP  |
| ----- | ------- | -- | -- | ---- | ---- | ---- | ----- | --- | --- | --- | --- | ---- |
| 2025  | Memphis | 4  | 4  | 32.3 | .379 | .357 | 1.000 | 5.5 | 3.5 | 1.0 | .3  | 18.3 |
| Total | Total   | 4  | 4  | 32.3 | .379 | .357 | 1.000 | 5.5 | 3.5 | 1.0 | .3  | 18.3 |

## Vida personal
Pippen es hijo del jugador de baloncesto del Salón de la Fama Scottie Pippen, quien ganó seis campeonatos de la NBA durante su carrera de 17 años en la liga y Larsa Pippen, miembro del elenco de The Real Housewives of Miami.
Pippen nació en Portland, Oregón, mientras su padre jugaba para los Portland Trail Blazers. De las relaciones anteriores de su padre, tiene cuatro medios hermanos mayores: Antron, Sierra, Taylor y Tyler. Antron y Tyler Pippen han fallecido. Tiene tres hermanos completos menores: Preston, Justin y Sophia. Scottie es asirio por parte de su madre.